# Râul Carp
Râul Carp este curs de apă afluent al râului Lăcăuți. 

## Hărți
- Harta Turistică Covasna